# Grand Prix Cycliste de Québec 2017
Il Grand Prix Cycliste de Québec 2017, ottava edizione della corsa, valido come trentatreesima prova dell'UCI World Tour 2017 categoria 1.UWT, si svolse l'8 settembre 2017 a Québec, nell'omonima provincia in Canada, su un percorso di 201,6 km. La vittoria fu appannaggio dello slovacco Peter Sagan, che concluse la gara in 5h00'31" alla media di 40,251 km/h, precedendo il belga Greg Van Avermaet e l'australiano Michael Matthews.
Al traguardo di Québec 142 ciclisti, su 160 partenti, portarono a termine la competizione.

## Squadre e corridori partecipanti
Partecipano alla competizione 20 squadre: oltre alle 18 formazioni World Tour, gli organizzatori hanno invitato un team con licenza Professional Continental: Israel Cycling Academy, con l'aggiunta della nazionale canadese. 
| N.    | Cod. | Squadra              |
| ----- | ---- | -------------------- |
| 1-8   | BOH  | Bora-Hansgrohe       |
| 11-18 | BMC  | BMC Racing Team      |
| 21-28 | QST  | Quick-Step Floors    |
| 31-38 | SKY  | Team Sky             |
| 41-48 | SUN  | Team Sunweb          |
| 51-58 | ORS  | Orica-Scott          |
| 61-68 | MOV  | Movistar Team        |
| 71-78 | TFS  | Trek-Segafredo       |
| 81-88 | ALM  | AG2R La Mondiale     |
| 91-98 | KAT  | Team Katusha-Alpecin |

| N.      | Cod. | Squadra                         |
| ------- | ---- | ------------------------------- |
| 101-108 | CDT  | Cannondale-Drapac               |
| 111-118 | TLJ  | Team Lotto NL-Jumbo             |
| 121-128 | UAD  | UAE Team Emirates               |
| 131-138 | LTS  | Lotto-Soudal                    |
| 141-148 | TBM  | Bahrain-Merida Pro Cycling Team |
| 151-158 | AST  | Astana Pro Team                 |
| 161-168 | FDJ  | FDJ                             |
| 171-178 | DDD  | Team Dimension Data             |
| 181-188 | CAN  | Canada                          |
| 191-198 | ICA  | Israel Cycling Academy          |

## Ordine d'arrivo (Top 10)
| Pos. | Corridore         | Squadra      | Tempo    |
| ---- | ----------------- | ------------ | -------- |
| 1    | Peter Sagan       | Bora         | 5h00'31" |
| 2    | Greg Van Avermaet | BMC          | s.t.     |
| 3    | Michael Matthews  | Sunweb       | s.t.     |
| 4    | Alexis Vuillermoz | AG2R         | s.t.     |
| 5    | Tim Wellens       | Lotto        | s.t.     |
| 6    | Tom-Jelte Slagter | Cannondale   | s.t.     |
| 7    | Petr Vakoč        | Quick-Step   | s.t.     |
| 8    | Sep Vanmarcke     | Cannondale   | s.t.     |
| 9    | Tony Gallopin     | Lotto        | s.t.     |
| 10   | Sonny Colbrelli   | Bahrain-Mer. | s.t.     |